# Ève Curie
Pour les autres membres de la famille, voir Famille Curie.
Pour les articles homonymes, voir Ève (homonymie).
Œuvres principales
- Madame Curie (1938)
- Voyage parmi les guerriers (1943)

Ève Curie, née le 6 décembre 1904 à Paris et morte le 22 octobre 2007 à New York (États-Unis), est une pianiste, femme de lettres, journaliste, conférencière et diplomate française. Elle est la fille de Pierre et Marie Curie.

## Biographie

### Famille et débuts artistiques

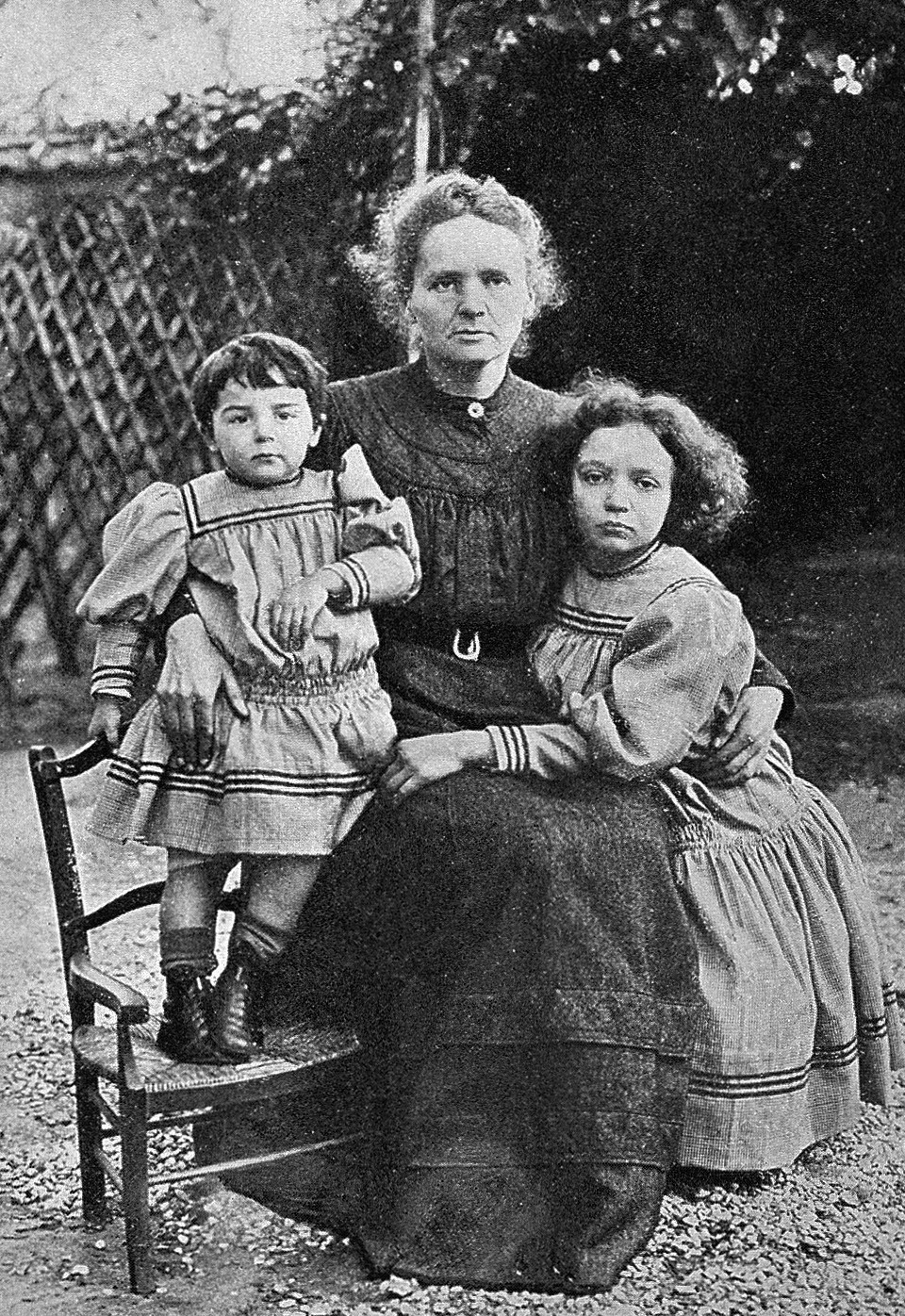
Ève, Marie et Irène Curie en 1908.

Fille de Pierre et Marie Curie, née Skłodowska, sœur cadette d'Irène Joliot-Curie, elle étudie au collège Sévigné, où elle obtient son baccalauréat en 1925. Comme elle aime à le rappeler, elle est la seule de la famille à ne pas avoir choisi une carrière scientifique, contrairement à ses parents, sa sœur, ses neveux, son oncle et ses cousins. Encouragée par sa mère, elle préfère les études littéraires et artistiques. Formée par Ignacy Paderewski à la fin de la Première Guerre mondiale, elle commence sa carrière en tant que pianiste et se produit pour la première fois à Paris en 1925.
En mars ou avril 1932, elle rencontre Henri Bernstein, directeur du théâtre du Gymnase, pour lequel elle écrit 145, Wall Street, adaptation de Spread Eagle de George S. Brooks et Walter B. Lister, créée le 25 octobre suivant. Elle entretient avec lui une liaison de 1932 à 1940.

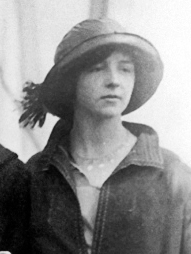
Ève Curie en 1921.

Après le décès de sa mère en 1934, elle écrit la biographie de celle-ci, Madame Curie, qui est en 1938 un succès de librairie mondial, adapté au cinéma, également sous le titre de Madame Curie, par la MGM en 1943, avec Greer Garson dans le rôle-titre et Walter Pidgeon dans celui de son époux.

### Seconde Guerre mondiale
Après l'armistice du 22 juin 1940, elle embarque à Bordeaux à bord du cargo britannique Madura, parmi 1 300 réfugiés, où l'on retrouve Henri Bernstein, Pierre Cot, Štefan Osuský, membre du Comité national tchécoslovaque, le ministre belge Marcel-Henri Jaspar ou Hugh Carleton Greene, correspondant du Daily Telegraph et frère de Graham Greene, et arrive à Falmouth le 21 juin,,.
En Angleterre, déterminée à continuer la lutte, elle s'engage dans la France libre et en faveur des Alliés, jusqu'à la fin de la guerre. Elle propose sa plume et sa voix dans la presse, à la radio, dans des conférences et intervient à deux reprises à Radio Londres. En réaction, le gouvernement de Vichy lui retire par décret, au début de mai 1941, la nationalité française en même temps qu'à Henri Bernstein, René Cassin et Georges Thierry d'Argenlieu.
Elle rejoint les États-Unis pour y faire connaître les combats de la France libre et est engagée en novembre 1941 comme correspondante de guerre par l’Herald Tribune Syndicate de New York, ainsi que dans l’Allied Newspaper de Londres, elle se rend sur les fronts de Libye, de Russie, de Birmanie et de Chine. Le 28 mars 1942, elle s'entretient avec Gandhi. Selon elle, Gandhi se dérobait (« slipped away ») constamment. En 1943, elle publie Journey among warriors (Voyage parmi les guerriers, 1946), une chronique de ses voyages sur les fronts de la Seconde Guerre mondiale.
Revenue en Angleterre, elle s'engage dans le corps des volontaires féminines de la France combattante et devient ambulancière sur le front d'Italie. En 1943, le général Diego Brosset l'engage avec le grade de lieutenant à l'état-major de la 1re DFL. Débarquée avec les troupes françaises en Provence en août 1944, elle participe à la jonction de cette unité avec la 2e DB le 12 septembre. Le général de Gaulle lui rend hommage dans le discours qu'il prononce le 30 octobre 1943 à Alger et le 23 novembre suivant, lui écrit : « Je n'oublie pas combien votre attitude, dès le début, a été courageuse et je vous félicite de ce que vous continuez à faire en ce moment ».
Le 13 novembre 1944, elle fonde avec Philippe Barrès le quotidien Paris-Presse, qu'elle codirige jusqu'en 1949.

### Après-guerre
En 1945, elle assiste avec sa sœur Irène au procès de María Teresa Toral, pour soutenir la chimiste républicaine espagnole, au cours duquel les franquistes demanderont la peine de mort.
En 1952, elle devient conseillère spéciale du secrétaire général de l'OTAN. Deux ans plus tard, en 1954, elle épouse Henry Labouisse, ambassadeur des États-Unis en Grèce, qui fut pendant quinze ans directeur exécutif de l'UNICEF. Dans le cadre de leurs fonctions, Ève et son époux voyageront dans plus d'une centaine de pays.
Ève Curie est administratrice de la Fondation Curie de 1957 à 1967, au titre de représentant de Marie Curie, fondatrice de la fondation.
Elle acquiert la nationalité américaine en 1958. Veuve depuis 1987, domiciliée à New York au 1, Sutton Place South, elle y meurt le 22 octobre 2007, à l'âge de 102 ans et 320 jours, dans sa 103e année.

## Œuvres

### Essais
- Madame Curie, Paris, Gallimard, 1938, 315 pages (nombreuses rééditions et traductions).
- They speak for a nation, letters from France, (édité avec une introduction d'Ève Curie, Philippe Barrès, Raoul de Roussy de Sales, traduit par Drake et Denise Dekay), New York, Doubleday, Doran, 1941, 238 pages.
- Journey among warriors, Londres & Toronto, W. Heinemann, 1943, 522 pages.
- Voyage parmi les guerriers (en) (traduction de l'anglais revue par l'auteur), Paris, Flammarion, 1946, 504 pages.

### Théâtre
- 145, Wall Street, pièce en 3 actes et 5 tableaux, Spread Eagle de George S. Brooks et Walter B. Lister, Paris, l'Illustration, 1933, 40 pages.

## Distinctions

### Décorations
- Officier de la Légion d'honneur (2005)
- Croix de guerre 1939–1945 (1944)
- Commandeur de l'Ordre Polonia Restituta (2006)

Ève Curie est nommée au grade de chevalier dans l'ordre national de la Légion d'honneur le 29 juillet 1939. Le 25 mars 2005, âgée de 100 ans, elle est promue au grade d'officier dans l'ordre au titre de « membre du conseil d'administration d'une association caritative (Etats-Unis) ». Elle est faite officier de l'ordre le 13 juillet 2005 au cours d'une cérémonie dans les locaux de l'UNICEF pour sa contribution à la cause humanitaire. 
En 1944, elle est titulaire de la croix de guerre 1939-1945. 
En 2006, elle est promue au grade de commandeur dans l'ordre Polonia Restituta, ordre dans lequel elle était entrée avec le grade de chevalier en 1939. Elle est faite commandeur de l'ordre à New York par le président polonais Lech Kaczyński, Ève Curie crie alors : Vive la Pologne !.

### Titre
Ève Curie a reçu le titre de docteur honoris causa du Mills College, du Russell Sage College et de l'université de Rochester.

## Pour approfondir